# Virginia Hey
Virgina Hey (ur. 19 czerwca 1952 w Sydney) – australijska aktorka filmowa, teatralna i telewizyjna.

## Wybrana Filmografia
- 1981: Mad Max 2 jako wojowniczka
- 1985: Mussolini: Historia nieznana
- 1986: Rozbitkowie jako Janice
- 1987: W obliczu śmierci jako Rubavitch
- 1999: Ucieczka w kosmos jako Pa'u Zotoh Zhaan / Dr Jane Komenski

## Nagrody
- 2000: Nominacja do Saturna za najlepszą rolę drugoplanową w filmie Ucieczka w kosmos

## Źródła
- http://www.filmweb.pl/person/Virginia+Hey-7257